# پاویلوستا
پاویلوستا (به آلمانی: Paulshafen) در لتونی با جمعیت ۱٬۱۳۴ نفر است که در pāvilosta municipality واقع شده‌است.